# Fawn McKay Brodie
Fawn McKay Brodie (15 de septiembre de 1915-10 de enero de 1981) fue una biógrafa estadounidense y una de las primeras profesoras de historia de la Universidad de California en Los Ángeles (UCLA), conocida sobre todo por Thomas Jefferson: An Intimate History (1974), una obra de psicobiografía, y No Man Knows My History (1945), una de las primeras biografías de Joseph Smith, el fundador del Movimiento de los Santos de los Últimos Días.
Criada en Utah en el seno de una familia respetada, aunque empobrecida, que era miembro de La Iglesia de Jesucristo de los Santos de los Últimos Días, Fawn McKay se alejó del mormonismo durante sus años de estudio en la Universidad de Chicago y se casó con Bernard Brodie, un académico que se convirtió en experto en defensa nacional; tuvieron tres hijos. Aunque Fawn Brodie acabó convirtiéndose en una de las primeras profesoras titulares de historia en la UCLA, es más conocida por sus cinco biografías, cuatro de las cuales incorporan ideas de la psicología freudiana.
La descripción que Brodie hizo de Smith en 1945 como un fraudulento «genio de la improvisación» ha sido descrita tanto como una «beautifully written biography ... the work of a mature scholar [that] represented the first genuine effort to come to grips with the contradictory evidence about Smith's early life» (en español: 'biografía bellamente escrita... el trabajo de una erudita madura [que] representó el primer esfuerzo genuino por enfrentarse a las pruebas contradictorias sobre los primeros años de vida de Smith') como una obra que presentaba conjeturas como hechos. Su exitosa psicobiografía de Thomas Jefferson, publicada en 1974, fue el primer examen moderno de las pruebas de que Jefferson había tomado a su esclava Sally Hemings como concubina y había tenido hijos con ella. Brodie llegó a la conclusión de que lo había hecho, una conclusión respaldada por un análisis de ADN realizado en 1998 y por el consenso académico actual.

## Primeros años
McKay era la segunda de los cinco hijos de Thomas E. McKay y Fawn Brimhall. Nació en Ogden, Utah, y creció en Huntsville, a unos 16 km al este. Sus padres descendían de familias influyentes en el mormonismo primitivo. Su abuelo materno, George H. Brimhall, fue presidente de la Universidad Brigham Young. Su padre, Thomas Evans McKay, fue obispo, presidente de la Misión Suiza-Austriaca de la Iglesia SUD y asistente del Quórum de los Doce Apóstoles. El tío paterno de Brodie, David O. McKay, era apóstol de la Iglesia SUD cuando Brodie nació y más tarde se convirtió en el noveno presidente de la iglesia.
A pesar de la prominencia de su familia en la iglesia, vivían en una pobreza gentil, con sus propiedades cargadas de deudas impagables. La joven Fawn se sentía perpetuamente avergonzada de que su casa no tuviera cañerías interiores.
Brodie demostró pronto su precocidad. A los tres años memorizaba y recitaba largos poemas. Cuando una epidemia de tos ferina convenció a la madre de Brodie para que educara en casa a la hermana de Fawn, Flora, que era dos años mayor, Fawn siguió el ritmo con creces. Introducida en la escuela en 1921, Fawn, de seis años, pasó a cuarto curso; cuando perdió el concurso de deletreo de la escuela frente a un niño de doce años, «lloró y lloró porque este chico brillante, que le doblaba la edad, la había deletreado mal». A los diez años hizo que se publicara un poema en la revista juvenil de la Iglesia de los Santos de los Últimos Días, The Juvenile Instructor; a los catorce años fue salutadora de la escuela secundaria Weber.
Aunque Brodie creció hasta la madurez en un entorno rigurosamente religioso que incluía un estricto sabatismo y oraciones vespertinas de rodillas, su madre era una escéptica en el armario que pensaba que la Iglesia SUD era un «orden social maravilloso», pero que dudaba de su dogma. Según Brodie, a finales de la década de 1930, mientras su padre dirigía las actividades misioneras mormonas en la Europa de habla alemana, su madre se convirtió en una «hereje empedernida» mientras le acompañaba allí.

## No Man Knows My History

### Composición
Tras encontrar un empleo temporal en la Biblioteca Harper de la Universidad de Chicago, Brodie comenzó a investigar los orígenes del Libro de Mormón. A mediados de 1939, le confió a su tío, Dean R. Brimhall (otro ex mormón), que tenía la intención de escribir una biografía académica de José Smith. El progreso hacia esa meta se vio frenado por el nacimiento del primer hijo de los Brodie y por tres rápidas mudanzas, consecuencia de la búsqueda de un puesto permanente por parte de su marido. En 1943, Fawn Brodie se sintió lo suficientemente animada por su progreso como para presentar su borrador de 300 páginas en un concurso para la beca literaria Alfred A. Knopf. En mayo, su candidatura fue considerada la mejor de las 44 presentadas.
Brodie continuó su investigación en la Biblioteca del Congreso en Washington, D.C., donde los Brodie se habían trasladado por el trabajo de su marido, así como en la sede de la Iglesia Reorganizada de Jesucristo de los Santos de los Últimos Días en Independence, Missouri. Finalmente, regresó a Utah, donde investigó en los archivos de la Iglesia SUD. Obtuvo acceso a algunos materiales muy restringidos afirmando ser «la hija del hermano McKay», un subterfugio que la hizo sentirse «culpable como el infierno». Su búsqueda de documentos poco conocidos acabó por atraer la atención de su tío, David O. McKay. Tras un «doloroso y enconado encuentro» con su tío, Brodie prometió no volver a consultar materiales de los archivos de la iglesia.
La investigación de Brodie fue ampliada por otros estudiosos del mormonismo, sobre todo por Dale L. Morgan, que se convirtió en un amigo de toda la vida, mentor y caja de resonancia. Brodie completó su biografía de José Smith en 1944, y fue publicada en 1945 por Alfred A. Knopf, cuando tenía treinta años.

### Tesis
Su título, No Man Knows My History, alude a un comentario que Joseph Smith hizo en un discurso poco antes de su muerte en 1844. Brodie presenta al joven Joseph como un perezoso, bonachón, extrovertido y poco exitoso buscador de tesoros. En un intento de mejorar la fortuna de su familia, desarrolló la noción de las planchas de oro y luego el concepto de una novela religiosa, el Libro de Mormón, basado en parte en View of the Hebrews, una obra anterior del clérigo contemporáneo Ethan Smith. Brodie afirma que al principio Smith era un impostor deliberado; pero en algún momento, en pasos casi imposibles de rastrear, se convenció de que realmente era un profeta, aunque nunca escapó «del recuerdo del artificio consciente» que creó el Libro de Mormón.

### Reseñas
Los críticos no mormones elogiaron la investigación de la autora, la excelencia de su estilo literario, o ambas cosas. Newsweek calificó el libro de Brodie de «biografía definitiva en el mejor sentido de la palabra», y Time elogió a la autora por su «habilidad y erudición y su admirable desprendimiento». Otras críticas fueron menos positivas. A Brodie le molestó especialmente la reseña del novelista Vardis Fisher, que la acusó de afirmar «como hechos indiscutibles lo que sólo puede considerarse como conjeturas apoyadas por pruebas dudosas»[23] Bernard DeVoto escribió una reseña mixta, pero elogió la biografía como «el mejor libro sobre los mormones publicado hasta ahora». DeVoto, que creía que Joseph Smith era «paranoico», dijo que Brodie no había proporcionado explicaciones psicológicas adecuadas para el comportamiento de Smith. Brodie también llegó a creer que un análisis psicológico exhaustivo de Smith era esencial y que ella «no había ido lo suficientemente lejos en esta dirección».

### Reacción de la Iglesia SUD
Aunque No Man Knows My History criticó muchas creencias mormonas fundamentales sobre Joseph Smith, la Iglesia SUD tardó en condenar la obra, incluso cuando el libro entró en una segunda impresión. En 1946, The Improvement Era, una publicación oficial de la iglesia, dijo que muchas de las citas del libro provenían de «fuentes dudosas» y que la biografía no era «de interés para los Santos de los Últimos Días que tienen un conocimiento correcto de la historia de Joseph Smith». La sección «Church News» del Deseret News tenía una larga crítica: elogiaba el «buen estilo literario» de la biografía y la denunciaba como un compuesto de todos los libros antimormones que han existido antes. En el folleto «No, Ma'am, That's Not History», Hugh Nibley, un profesor de la BYU e historiador y apologista de los Santos de los Últimos Días, desafiaba a Brodie[26] y afirmaba que ella había citado fuentes que sólo apoyaban sus conclusiones mientras ignoraba convenientemente otras. Brodie describió el panfleto del Deseret News como «una pieza bien escrita e inteligente de propaganda mormona», pero desestimó el más popular «No, Ma'am, That's Not History» como «a flippant and shallow piece» (en español: 'una pieza frívola y superficial').
En mayo de 1946, la Iglesia SUD excomulgó a Brodie. Nunca intentó recuperar su membresía. Brodie escribió una vez a un amigo que lo que sufrió por su desilusión con el mormonismo: «had to do with the pain I caused my family. The disillusionment itself was...a liberating experience» (en español: 'tuvo que ver con el dolor que causé a mi familia, la desilusión en sí fue... una experiencia liberadora'). Antes de que se publicara No Man Knows My History, Brodie trató de consolar a sus padres: «Ustedes nos educaron a todos para venerar la verdad, que es el ideal más noble que un padre puede inculcar a sus hijos, y el hecho de que salgamos por caminos algo diferentes no es ciertamente un reflejo de ustedes». La madre y las tres hermanas de Brodie estaban entusiasmadas con el libro, pero Thomas McKay se negó a leerlo.